# 갤럭시 키즈
《갤럭시 키즈》는 대한민국의 KBS에서 방영했던 텔레비전 애니메이션 시리즈이다. 2015년에는 1기가 2016년에는 2기가 방영했다.

## 송 일시
| 방송 채널 | 방송일                           | 방송 시간 |
| --------- | -------------------------------- | --------- |
| KBS 1TV   | 2015년 9월 19일~ 2016년 4월 9일  | 종료      |
| KBS 1TV   | 2016년 9월 24일 ~ 2017년 4월 8일 | 종료      |

## 목소리 출연
- 이현주: 코스모
- 서지연: 루나, 시니, 스페이스걸
- 정훈석: 저우
- 사성웅: 투닉, 포야
- 곽윤상: 아틀라
- 박영재: 스페이스 몽키

## 2기
| 회차       | 방송 일자        |
| ---------- | ---------------- |
| 1          | 2016년 9월 24일  |
| 2          | 2016년 10월 1일  |
| 3          | 2016년 10월 8일  |
| 4          | 2016년 10월 15일 |
| 5          | 2016년 10월 22일 |
| 6          | 2016년 10월 29일 |
| 7          | 2016년 11월 5일  |
| 8          | 2016년 11월 12일 |
| 9          | 2016년 11월 19일 |
| 10         | 2016년 11월 26일 |
| 11         | 2016년 12월 3일  |
| 12         | 2016년 12월 10일 |
| 13         | 2016년 12월 17일 |
| 14         | 2016년 12월 24일 |
| 15         | 2016년 12월 31일 |
| 16         | 2017년 1월 7일   |
| 17         | 2017년 1월 14일  |
| 18         | 2017년 1월 21일  |
| 19         | 2017년 2월 4일   |
| 20         | 2017년 2월 11일  |
| 21         | 2017년 2월 18일  |
| 22         | 2017년 3월 4일   |
| 23         | 2017년 3월 18일  |
| 24         | 2017년 3월 25일  |
| 25         | 2017년 4월 1일   |
| 최종화(26) | 2017년 4월 8일   |

## 제작진
- 책임프로듀서 - 김정중
- 사운드 프로듀서 - 이순주
- 시즌2
- 음악제작
- 헐리우드매너
- 기획/총감독 - 김탁훈
- 감독 - 방용석
- 총괄프로듀서 - 이지은
- 오프닝, 엔딩 작사 - 김주희
- 주제가 작곡 - 방용석
- 오프닝, 엔딩 편곡 - 방용석, Benjamin Kim, (이해훈 오프닝)
- 엔딩 주제가
- 작곡 - 방용석, Benjamin Kim
- 스토리 보드 - 고요한, 김정석
- 제작프로듀서 - 한태식
- 감독 - 고일준, 이윤재
- 노래 - 남기열, 명노경, Benjamin Kim, 황혜정, 명노경 박재범, 이윤지, 정지윤
- 배경음악제작 - 방용석, 김정연
- 시나리오 - 지한솔, 카터 크로커, 황덕창
- 디자인 - 강승훈, 김유미, 나경빈
- 애니메이션 - 김승희, 김어진, 김정석, 라킵 핫산 오뿌,
- 애니메이션제작 - (주)중앙애니메이션스튜디오
- 크리스토퍼 로렌스 로저스
- 더빙연출 - 박선영
- 팀장 - 양상진 이현주, 정훈석 강수지, 김현지, 성스런, 이우송
- 녹음, 아람멀티미디어 - 박병훈
- 캐릭터제작 - 플레이백
- 팀장 - 백지현 전은량, 최성욱, 이광현, 김시진, 김소현, 유송
- 사운드제작 - 닥터애비뉴
- 촬영, 사운드슈퍼바이저 - 성재현
- 촬영감독 - 김지권
- 사운드디자인 - 박은호
- 사운드에디터 - 장은주
- 합성/시각효과, 실장 - 김현근
- 제작관리 - 김영미, 박연슬, 배민지, 최유진
- 프로젝트매니저 - 김소영 박현주, 김선형, 이여진
- 외주시각효과 - 스튜디오창
- 라인프로듀서 - 송병선
- 슈퍼바이저 - 창민형
- 프로덕션 - 정세윤, 홍성식, 정석영, 이율림, 임보람
- 코디네이터 - 동원, 이영주, 크리스 웨더스푼
- 기획 : KBS
- 제작 : 탁툰엔터프라이즈